# Pedaliodes primera
Pedaliodes primera är en fjärilsart som beskrevs av Archibald C. Weeks 1901. Pedaliodes primera ingår i släktet Pedaliodes och familjen praktfjärilar. Inga underarter finns listade i Catalogue of Life.